# Lutz Wienhold
Lutz Wienhold (* 15. September 1965 in Karl-Marx-Stadt) ist ein ehemaliger deutscher Fußballspieler. In der höchsten Spielklasse des DDR-Fußballs, der Oberliga, spielte er für den FC Karl-Marx-Stadt sowie nach der Stadtumbenennung den Chemnitzer FC.

## Sportliche Laufbahn

### Club- und Vereinsstationen
Lutz Wienhold stammt aus dem Nachwuchsbereich des FC Karl-Marx-Stadt, dem er seit 1974 angehörte. Nachdem er sämtliche Nachwuchsmannschaften des Clubs durchlaufen hatte, bestritt er am Ende der Saison 1983/84 sein erstes Oberligaspiel. In der Folgezeit war Wienhold über viele Jahre fester Bestandteil des Fußballclubs, größte Erfolge waren der Gewinn der Vizemeisterschaft 1990 sowie das Erreichen des Finales im FDGB-Pokal 1989.

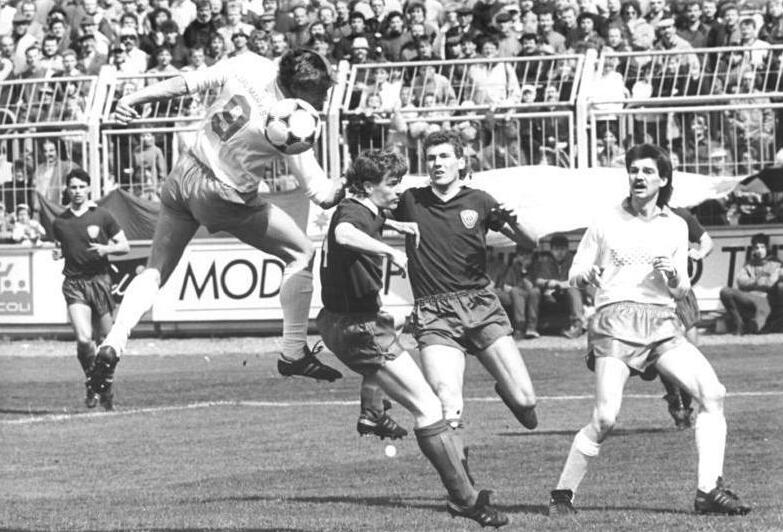
Wienhold (ganz rechts) beim Spiel des FC Karl-Marx-Stadt gegen den BFC Dynamo am 6. Mai 1989

1991 wechselte der Mittelfeldspieler nach Österreich zum Donawitzer SV Alpine, kehrte nach nur einer Spielzeit aber wieder nach Chemnitz zurück. 1993 erreichte er mit dem CFC noch einmal das Halbfinale im DFB-Pokal, die kommenden Jahre  pendelte er zwischen 2. Bundesliga und Regionalliga. 1997 und 1998 gewann Wienhold mit den Himmelblauen den Sachsenpokal. Im Frühjahr 2000 beendete er seine Laufbahn im höherklassigen Fußball beim CFC. In der Spielzeit 2004/05 lief der ehemalige Erstligaspieler für den VfB Chemnitz in der Sachsenliga auf.

### Auswahleinsätze
Mit der DDR-U-18-Nationalelf nahm er an der Junioren-EM 1984 teil. Im Spätsommer zuvor hatte er mit den ostdeutschen Junioren erstmals den Sieg bei den Jugendwettkämpfen der Freundschaft errungen.
Aufgrund seiner Leistungen im DDR-Erstligafußball konnte sich der FCK-Mittelfeldspieler auch für die U-21-Auswahl des DFV anbieten. Zwischen März 1985 und März 1987 wurde Wienhold in diesem Team siebenmal eingesetzt.

## Trainerlaufbahn
Als Trainer fungierte Wienhold im Anschluss beim FSV Limbach-Oberfrohna. Seit Oktober 2013 trainierte er die 1. Mannschaft des FC Stollberg. 2016 wurde er Trainer beim TSV Germania Chemnitz 08 und agierte von 2019 bis 2022 beim VfB Empor Glauchau in der Landesklasse Sachsen West.

## Statistik
- Oberliga: 133 Spiele (17 Tore)
- 2. Bundesliga: 105 Spiele (13 Tore)
- Europapokal: 5 Spiele